# Dlažba

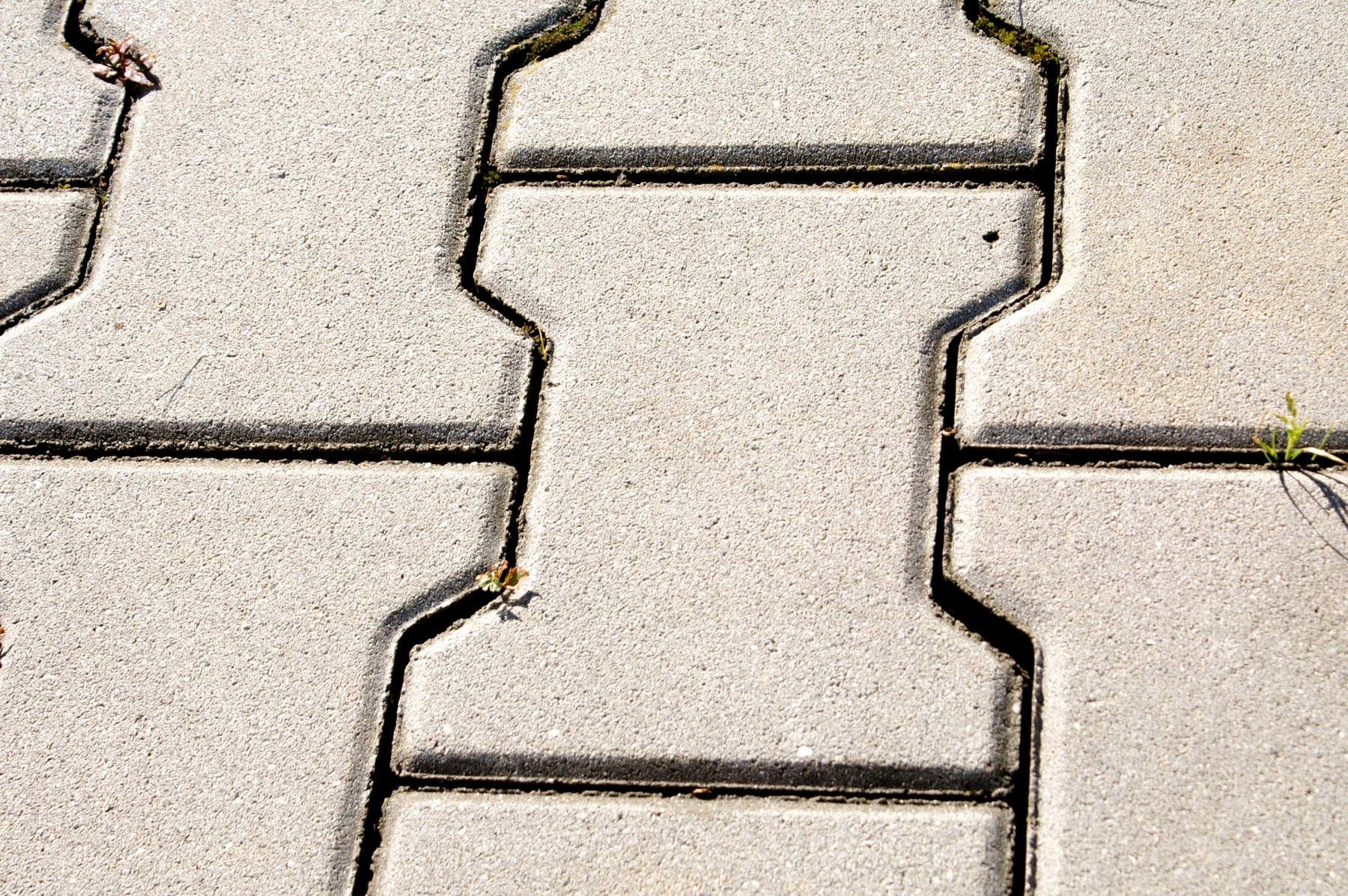
Zámková dlažba - detail jedné dlažební kostky

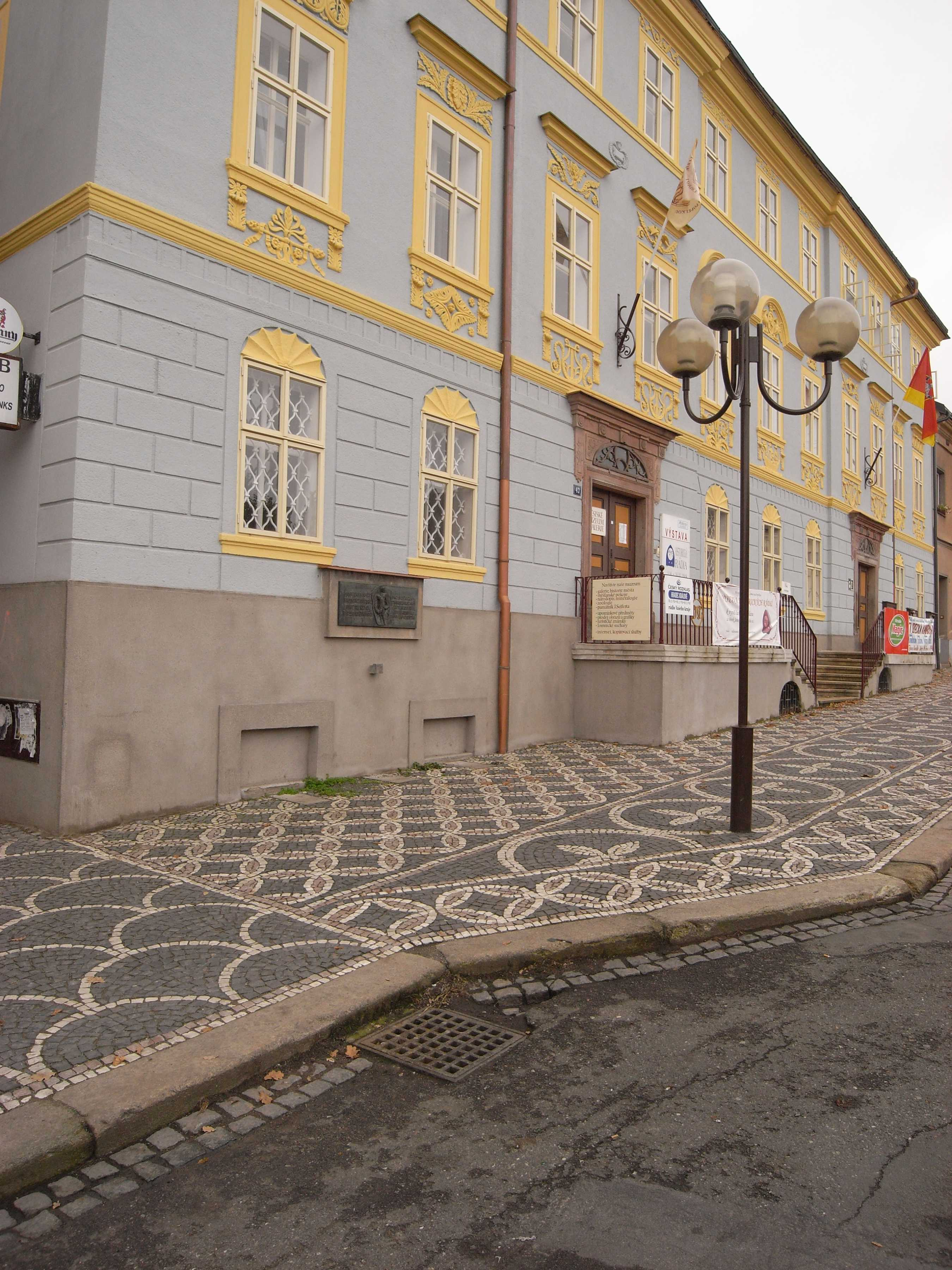
Staré dlažby z bílého mramoru a dva vápence (Lomnice nad Popelkou)

Dlažba je povrch podlahy, chodníku, vozovky, náměstí, náplavky nebo jiné podobné plochy pokrytý dlažebními kostkami nebo dlaždicemi. Zpravidla je kamenná, může však být i z betonových nebo keramických dílců, cihel a podobně. 
Řemeslník, který provádí dlažbu neboli dláždění, se nazývá dlaždič (dlaždička je naproti tomu zdrobnělina od slova dlaždice, nejde tedy o přechýlený tvar slova dlaždič).

## Dláždění kostkami či betonovou dlažbou

### Dlažba z přírodního kamene
- dlažba z velkých kostek (tl. 140–160 mm)

- dlažba z drobných kostek (tl. 80–120 mm)
- dlažba z mozaikových kostek (ta je známa většinou na chodnících) (tl. 50 (40)–60 mm)
- dlažba z desek
- „Plzeňská deska“ - specifický druh dlažby[2]

### Dlažba z betonových prvků
- zámková dlažba (plošná vazba)
- řádková dlažba (lineární vazba)

V posledních letech[kdy?] je dláždění betonovou dlažbou oblíbenější, než dříve obvyklý asfaltový beton. V zámkové dlažbě jsou jednotlivé dlažební kostky či dlaždice tvarované tak, aby do sebe přesně zapadaly. Přínos betonové dlažby je v ceně a v její opakovatelné rozebíratelnosti. Současně odvádí srážkovou vodu, která po vybetonované ploše pouze steče.

## Zatravňovací dlažba
Používá se na zpevnění povrchů. Využívá se nejen jako zpevnění chodníků na zahradách nebo garážových stání aut před domem, ale také pro náročné a velmi zatěžované povrchy. Dlažba má protiskluzový povrch, rychle se staví a má relativně velkou odolnost proti povětrnostním vlivům, chemickým látkám a zatížení. Dlaždice se vyrábí v jednoduché variantě pro zpevňování chodníků na zahradách, až po vysokozátěžové panely pro extrémní zatížení.

## Dělení stylů
- dláždění vlaštovkou
- řádkové dláždění
- dláždění diagonální (úhlopříčné)
- dlažba kroužková
- dlažba vějířová

## Druhy kostek

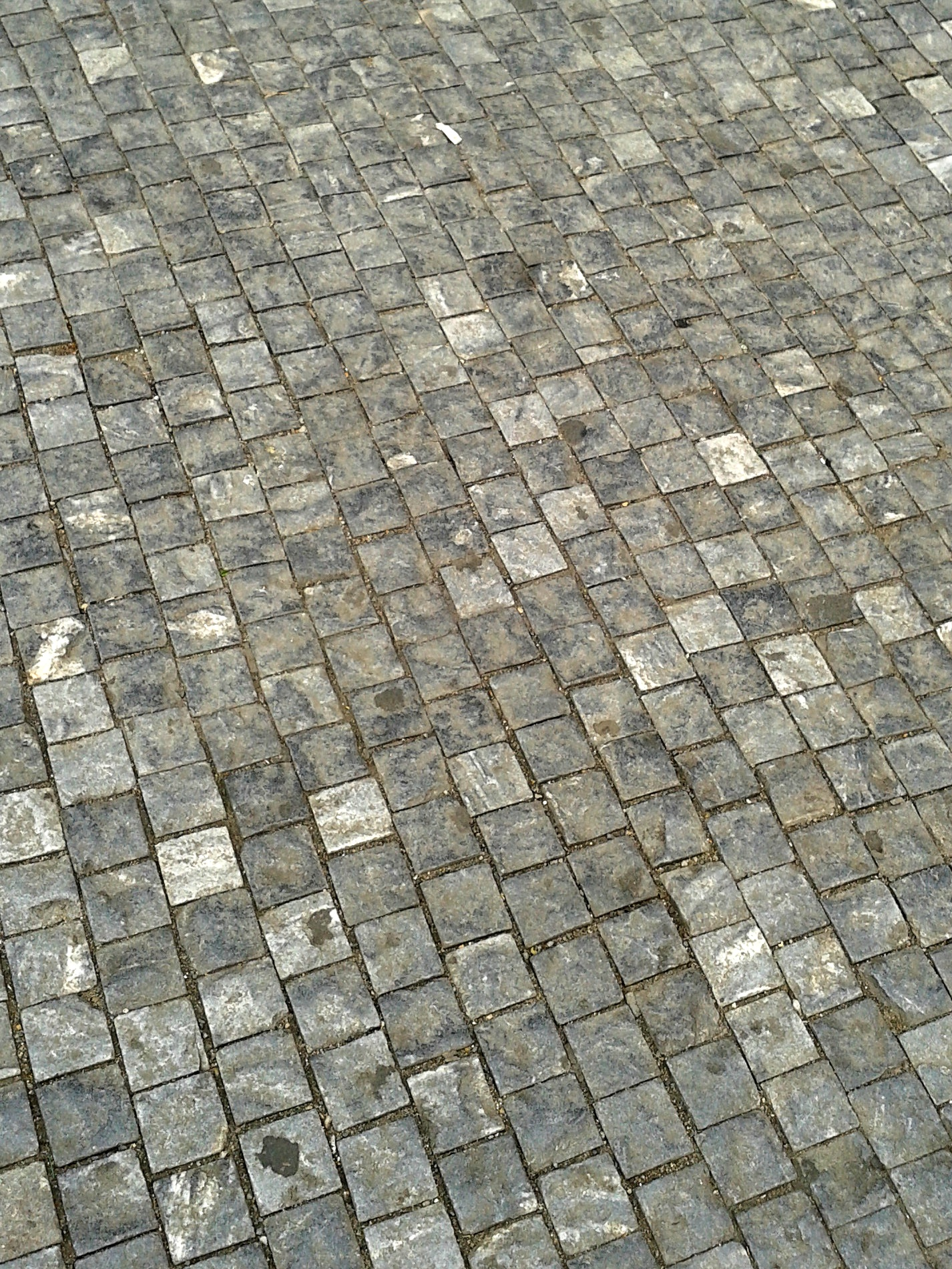
Kostky před pražským nákupním střediskem Nový Smíchov

- kamenné
  - žulové
  - mramorové
  - vápencové
  - pískovcové
  - čedičové
  - andezitové
  - břidlicové
  - syenitové
  - travertinové a další
- betonové
- dřevěné

## Dřevěná dlažba
Dlažba ze dřeva je svým vzhledem a charakterem na pohled velmi příjemná i praktická. Je vhodná především na menší plochy náročněji upravených odpočinkových teras a zákoutí. Dřevěná dlažba je nehlučná, teplá, charakterem povrchu velmi působivá, a také rychle vysychá. Velmi dobře a přirozeně působí dřevo v bezprostřední návaznosti na obytné a účelové stavby.
Trvanlivost a celková odolnost dlažby závisí na kvalitě dřeva, vhodné a důkladné impregnaci a dostatečně pevném a dobře izolovaném uložení dřeva do půdy. Jednoduchá dlažba je často upravována z kulatých špalíků. Velmi dobré je dřevo bukové, dubové, akátové, ale i borové a jilmové. Do dlažby lze kombinovat i více různých druhů dřeva.
Dřevěná dlažba z borových, olejem impregnovaných špalíků bývala například jedním z typických znaků vozovky na Mostu dr. Edvarda Beneše v Ústí nad Labem, od jeho postavení v roce 1936. Tato dlažba sice nezatěžovala nosnou konstrukci, ale za mokrého počasí byla velmi kluzká a nebezpečná pro chodce i automobily. Přesto vydržela na místě přes 30 let a až poté, co byla v roce 1968 zrušena tramvajová doprava přes most, byla nahrazena živičným povrchem.

## Mrazuvzdorná dlažba
Mrazuvzdorná dlažba je keramická dlažba s malou nasákavostí. Principem mrazuvzdornosti je neschopnost nasáknout vodu do keramického střepu. Tato voda by při poklesu teploty pod bod mrazu zmrzla, zvětšila svůj objem a tím rozrušila střep. Dnešní moderní slinuté materiály mají dle normy nasákavost okolo 0,05 %.